# ثام كونغ لو

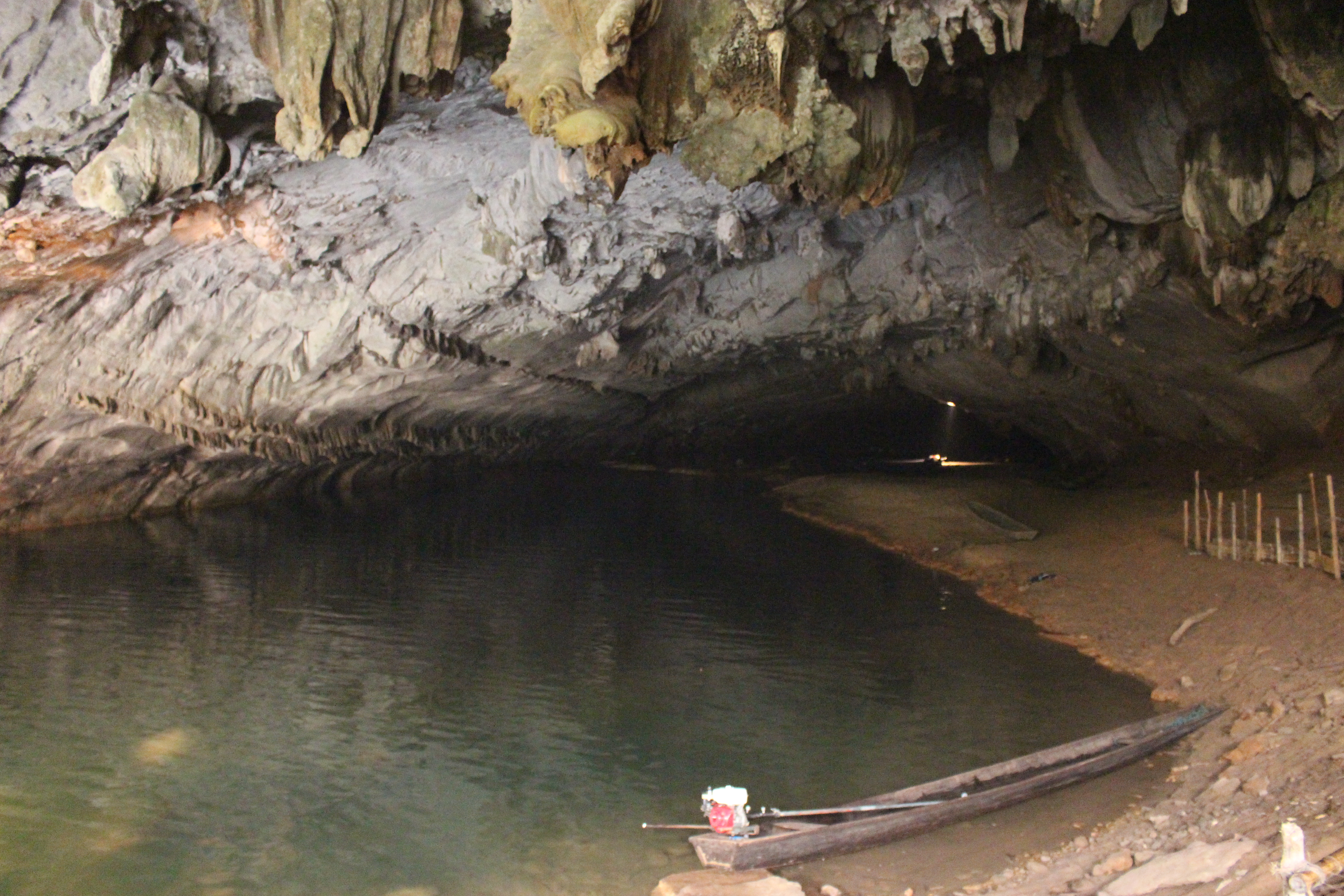
المدخل الشمالي الغربي للكهف

كهف ثام كونغ لو أو كهف كونغ لور  هو كهف من الحجر الجيري الكارستي في حديقة فو هين بون الوطنية، في محافظة خامواني، لاوس تقع على بعد حوالي 130 كيلومتر (81 ميل) شمال ثاكيك، على نهر نام هين بون، الذي يُصب في الكهف. ذكر الكهف على أنه «واحد من ضعالعجائب الجيولوجية في جنوب شرق آسيا».
الكهف عميق (بحوالي 7 كيلومتر (4.3 ميل)) وعرض وارتفاع يصل إلى 300 قدم في بعض أجزائه. أقام السكان المحليون في السنوات الأخيرة بائعين في الموقع من أجل السياح به. يوجد داخل الكهف بركة تتوهج بلون الزمردي الزاهي الذي يعتبره السكان المحليون مقدسًا، معتقدين أنه يعكس بشرة الإله الهندي إندرا.

## روابط خارجية
- فيديو